# Chrysomus
A Chrysomus a madarak osztályának verébalakúak (Passeriformes) rendjébe és a csirögefélék (Icteridae) családjába tartozó nem.

## Rendszerezésük
A nemet William John Swainson írta le 1837-ben, jelenleg az alábbi 2 faj tartozik ide:
- sárgakámzsás csiröge (Chrysomus icterocephalus)
- barnasapkás csiröge (Chrysomus ruficapillus)

## Előfordulásuk
Dél-Amerika területén honosak. A természetes élőhelyük szubtrópusi és trópusi szezonálisan elárasztott legelők és szántóföldek, valamint folyók, patakok és mocsarak környéke. Állandó, nem vonuló fajok.

## Megjelenésük
Testhosszuk 17-19 centiméter közötti.

## Életmódjuk
Magvakkal és ízeltlábúakkal táplálkoznak.